# Devata

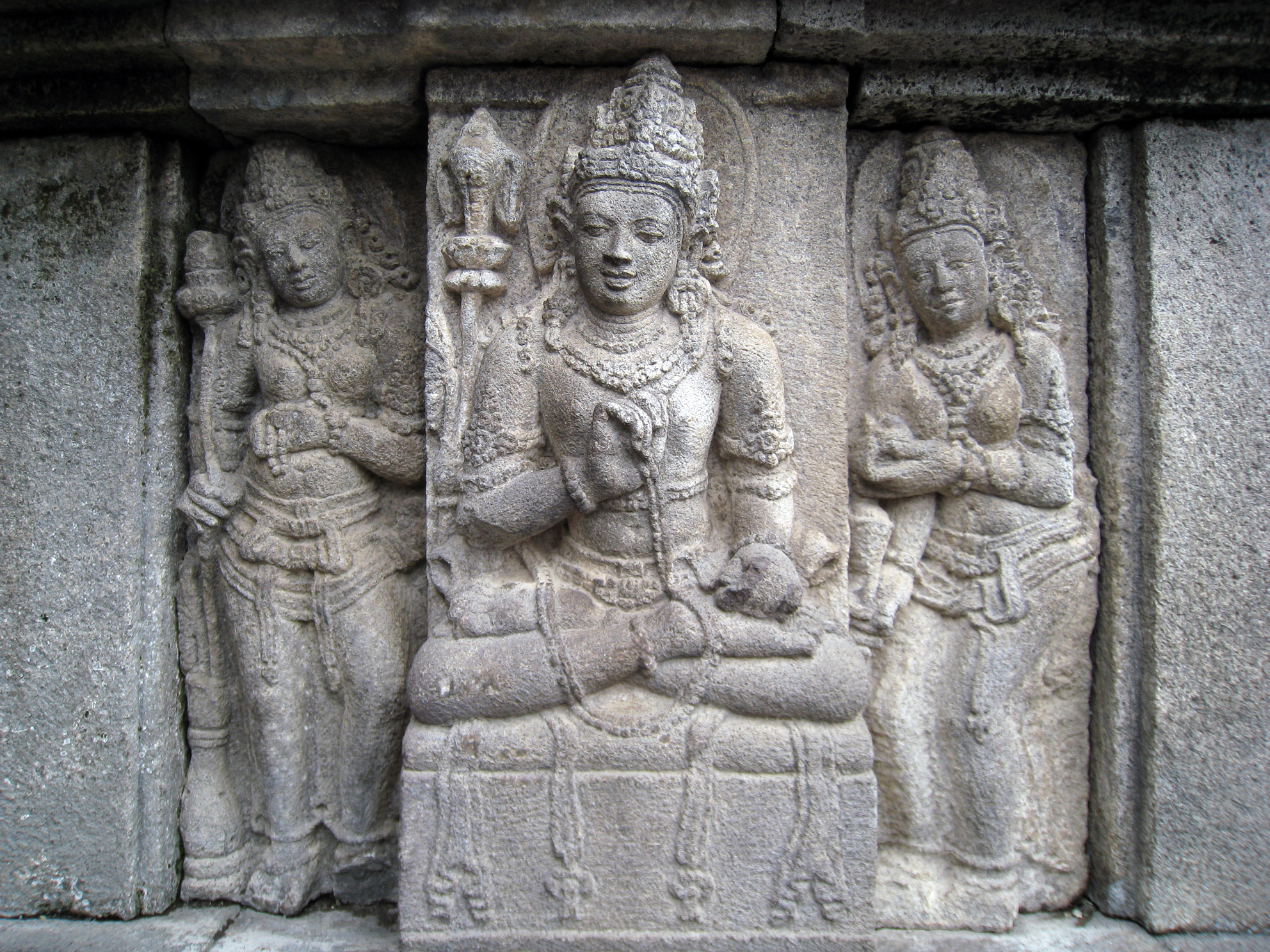
Un devata masculino, flanqueado por dos apsaras, templo de Vishnu, Prambanan

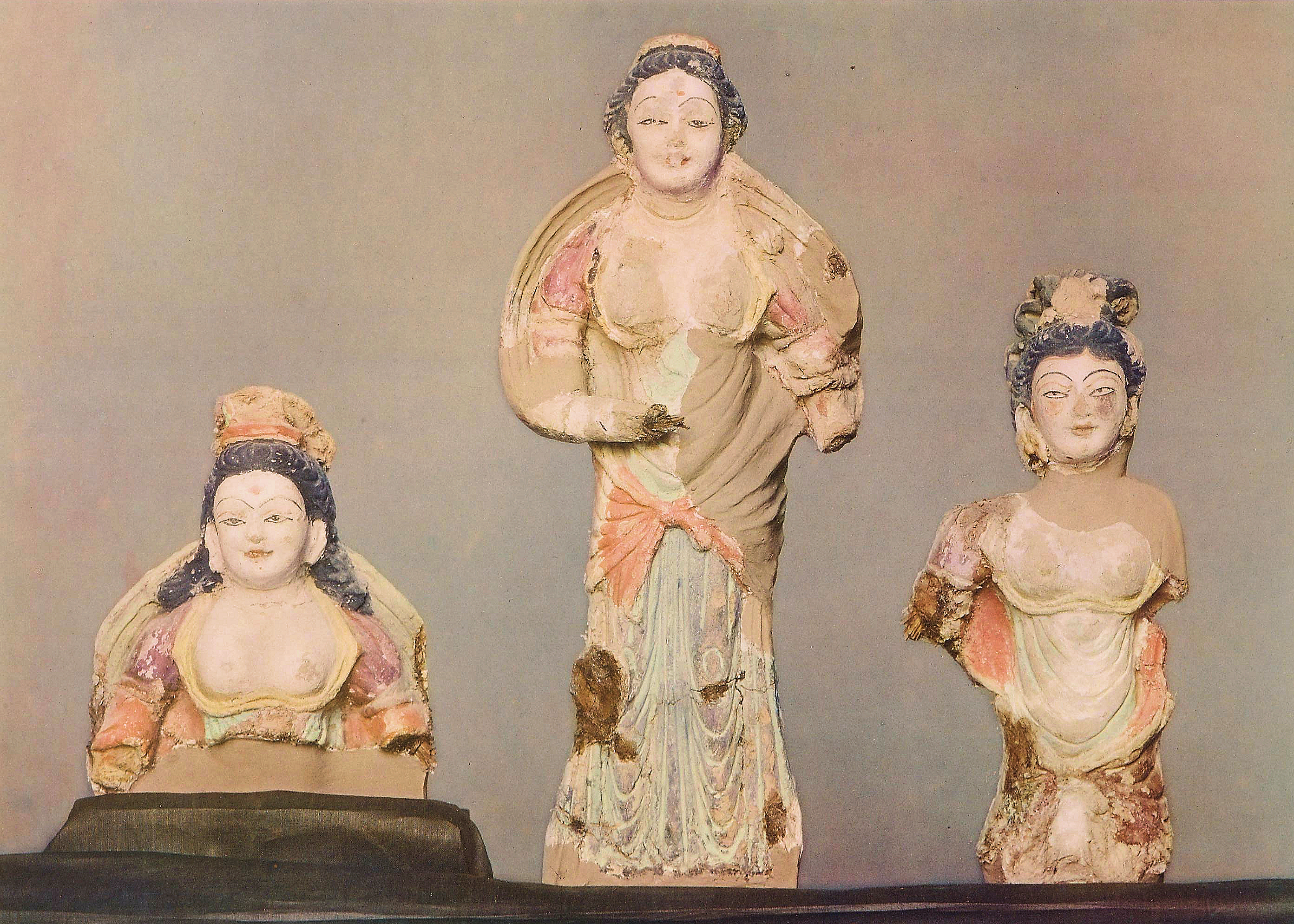
Estatuillas de Devatas, Cuevas de los Mil Budas de Kumtura en China

Devata (pl: devatas, que significa 'los dioses') (Devanagari: देवता; jemer: ទេវតា (tevoda); tailandés: เทวดา (tevada); javanés, balinés, sundanés, malayo: dewata; lenguas batak: debata (Toba). dibata (Karo), naibata (Simalungun); diwata (lenguas filipinas) son devas (deidades) más pequeños y centrados en las religiones indias, como en el hinduismo y el budismo. El término "devata" en sí también puede significar deva. Pueden ser tanto masculinos como femeninos. Cada actividad humana tiene su devata, su contraparte o aspecto espiritual.

## Tipos

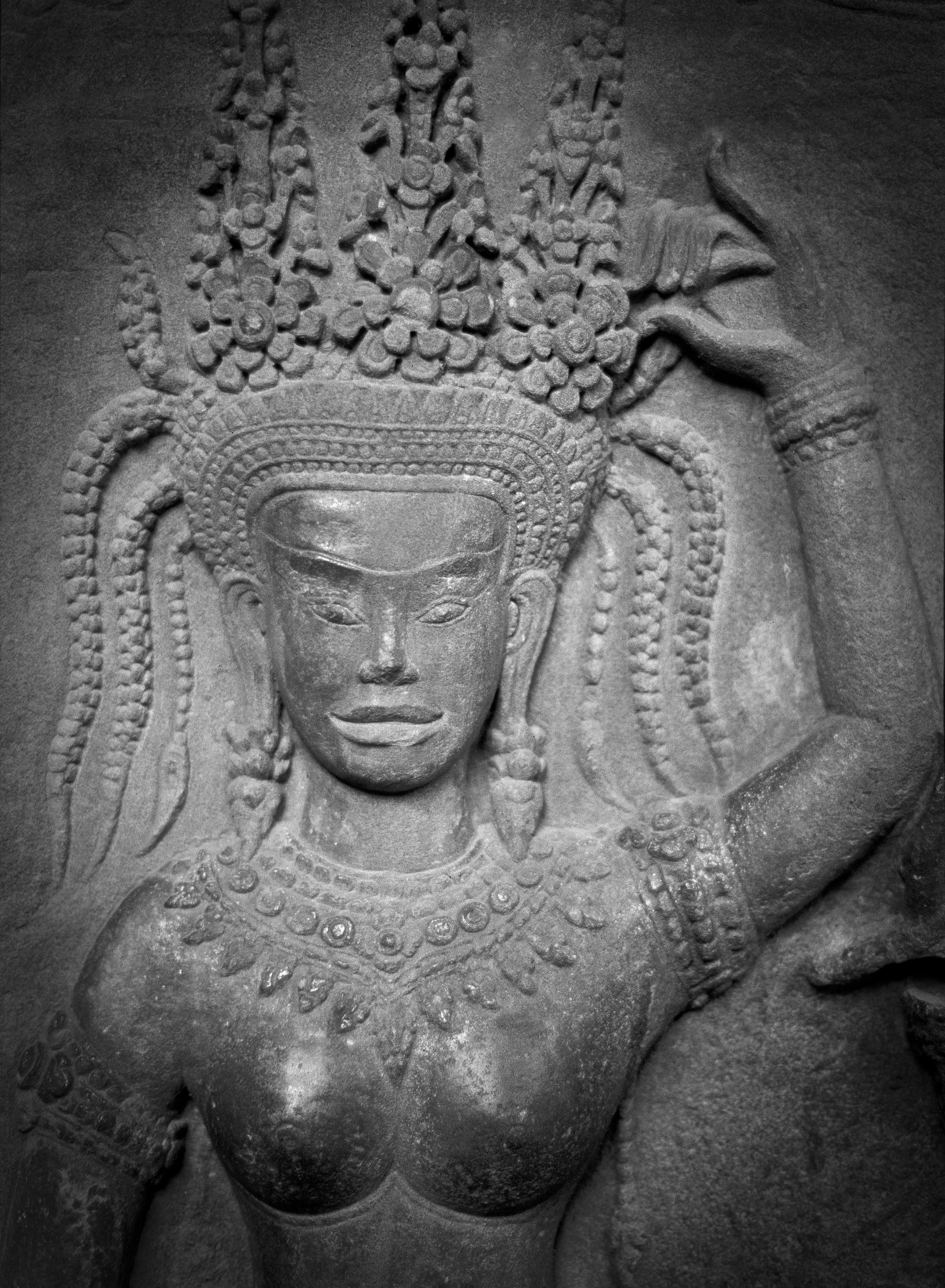
Escultura de un devata en la pared de Angkor Wat, Camboya.

Hay muchos tipos de devatas: vanadevatas (espíritus del bosque, quizás descendientes de los primeros cultos a espíritus de la naturaleza), gramadevata (dioses de las aldeas), devatas de los cruces de ríos, cuevas, montañas, etc. Por ejemplo, en la región de Konkan de la India, los devatas hindúes suelen dividirse en cinco categorías:
1. Grama devatas o deidades de la aldea que podrían ser la deidad fundadora, como Jathera o el culto ancestral de Bali, y los ejemplos incluyen a Santoshi, Renuka, Aiyanar.
2. Sthana devatas o deidades locales, por ejemplo, aquellas en ciertos lugares de peregrinaje como Rama en Nasik, Vithoba en Pandharpur, Krishna en Dwarka, Kali en Kolkata, Mahalakshmi en Kolhapur, Devi Kanya Kumari en Kanyakumari.
3. Kula devatas o deidades familiares, como Khanderai y Muniandi
4. Ishta devatas o deidades elegidas
5. Vastu devatas o Gruha devatas, una clase de deidades que presiden la casa.

Los siguientes son algunos de los tipos importantes de Devatas en el budismo de Sri Lanka:
- Bandara Devathavo son devatas de árboles, montañas, etc.
- Gambara Devathavo son devatas de las aldeas.
- Graha Devathavo son devatas de planetas.[2][3]

## Escrituras
Algunos seres celestiales hindú-budistas son muy conocidos y pertenecen al grupo de los devatas, como las apsaras o vidhyadaris (espíritus femeninos de las nubes y del agua) y sus homólogos masculinos, los gandharvas (músicos celestiales). Los devatas aparecen a menudo en muchos Jatakas budistas, epopeyas hindúes como en el Ramayana y el Mahabharata y en muchas otras escrituras hindú-budistas. La isla de Bali recibe el sobrenombre de Pulau Dewata (indonesio: "islas de devata o isla de los dioses") debido a su vívida cultura y tradiciones hindúes. En Indonesia, el término hyang equivale a devata. En el hinduismo, los devatas que custodian los ocho, nueve y diez puntos cardinales se denominan Lokapala (Guardianes de las Direcciones) o, más concretamente en la antigua tradición javanesa, Dewata Nawa Sanga (Guardianes de las Nueve Direcciones).

## enlaces externos
- Devata.org - Investigación sobre las mujeres jemeres en el contexto divino
- Fotos y artículos sobre templos Devata en Camboya, Tailandia y Laos

- Datos: Q3488414
- Multimedia: Devata / Q3488414